# Dècim Laberi
Dècim Laberi (en llatí: Decimus Laberius; Puteoli, Campània (?), vers el 106 aC - ibídem, 43 aC) va ser un escriptor de mim del segle i aC. Destaca per la seva condició social de cavaller, poc habitual en un escriptor d'aquest gènere. Les dades biogràfiques que resten sobre ell són escasses; tot i així permeten conèixer la seva personalitat.

## Biografia
Va néixer, segons el pròleg d'un mim seu estrenat l'any 46 aC que revela que tenia seixanta anys, l'any 106 aC. Respecte a la seva mort, sabem per Jeroni d'Estridó que va ser a Putèoli el 43 aC, el desè mes després de l'assassinat de Juli Cèsar. Curiosament, doncs, neix i mor els mateixos anys que Ciceró, amb el qual es troba més d'una vegada personalment per Roma. Pertanyia a l'orde eqüestre, era un cavaller, i ho proclamava amb orgull en el pròleg mencionat.
L'episodi més documentat de la seva biografia és el seu “enfrontament” amb Juli Cèsar, que va succeir l'any 46 aC. Cèsar va organitzar uns jocs solemnes, en els quals va obligar Dècim Laberi, tot i la seva condició de cavaller, a pujar a l'escenari i competir amb un mimògraf més jove i d'inferior condició social, Publili Sirus, fent una improvisació, per a discernir qui era millor. El fet de representar una obra dramàtica damunt un escenari li va fer perdre la seva condició social i els privilegis associats a aquesta. Segons Macrobi, en les seves Saturnalia, durant la representació, Dècim Laberi va atacar Cèsar, provocant que els espectadors dirigissin les seves mirades al dictador. Per aquest atac, Juli Cèsar va atorgar la victòria a Publili Sirus, encara que va donar a Laberi l'anell eqüestre, que li retornava la condició de cavaller, i li va donar una compensació de mig milió de sestercis. A més, Sèneca el vell, que en aquella època era mestre de retòrica, ens explica que després d'aquesta competició, el cavaller va dirigir-se a les graderies, però molts personatges de gran rellevància social afins a Cèsar no li van cedir el lloc per a asseure's.
No sabem per què va decidir-se a escriure mims (i no com a simple aficionat), ja que no era habitual que un home de la seva classe social s'hi dediqués. Aquest cas, per tant, suposarà una revolució en la concepció tradicional de l'espectacle còmic llatí, a més d'aconseguir elevar el mim improvisat i sense text poètic que s'havia representat fins llavors a Itàlia a categoria literària.

## Obra
Encara que resten molts fragments dels mims de Dècim Laberi, el volum conservat és mínim (una mitjana de quatre versos per obra). Per això no es pot saber com era realment un mim d'aquest autor.
Respecte a l'argument, la gran quantitat de títols coincideix amb altres anteriors de pal·liata, togata i atel·lana. Dècim Laberi se centra sobretot en les creences i en les festes romanes (com a la togata), i en les seves obres és molt habitual la crítica del dia a dia de l'urbs, fins i tot la més arriscada, contra aquells que posseeixen el poder polític, està molt present en el cavaller mimògraf. En els moments que travessava Roma, criticar els seus costums era molt arriscat. El tema polític d'actualitat va ser un ingredient important en el mim de Laberi. Un altre aspecte que crida l'atenció és la freqüent al·lusió a la filosofia i a les escoles (com la doctrina pitagòrica, en el seu mim Cancer), en to irònic i de paròdia. La seva manera de tractar la filosofia recorda en certa manera els satírics.
Amb freqüència presenta exemples d'una comicitat vulgar, grollera, obscena, encara que el seu mim està lluny en general del to obscè que dominaria el mim posterior.
El fet que s'hagin conservat un nombre elevat de fragments de Dècim Laberi respon al seu ús particular de la llengua (utilitzava paraules obsoletes, col·loquials, de procedència distinta i fins i tot inventades), relacionable amb altres autors, com Plaute i l'atel·lana. Per tant, l'originalitat de la llengua i l'estil de Laberi resideixen en la mescla de la tradició còmica, amb tota la seva expressivitat, amb els recursos procedents de la llengua popular i amb l'ús audaç i lliure del llatí que ja té una tradició literària.